# 고토촌 (야마구치현)
고토촌(厚東村)은 야마구치현 아사군에 있던 촌이다. 
1954년 10월 1일에 우베시에 편입합병되어 소멸하였다. 현재의 우베시 북동부에 해당한다.

## 역사
- 1889년 4월 1일 - 정촌제 시행에 의해 4촌의 구역을 가지고 성립하였다.
- 1954년 10월 1일 - 우베시에 편입, 동일 고토촌은 폐지되었다.

## 참고문헌
- 大日本篤農家名鑑編纂所編『大日本篤農家名鑑』大日本篤農家名鑑編纂所、1910年